# Greg Moore
Greg Moore (New Westminster (Brits-Columbia), 22 april 1975 - Fontana (Californië), 31 oktober 1999) was een Canadees autocoureur. Hij overleed aan de gevolgen van een ongeluk tijdens de Champ Car race van 1999 op de California Speedway.

## Carrière
Moore reed vanaf 1993 in de Indy Lights series. In 1994 won hij drie races in dat kampioenschap en eindigde op de derde plaats in het eindklassement. In 1995 maakte hij de overstap naar het Indy Lights team van Forsythe Racing. Hij won tien van de twaalf races en won dat kampioenschap met 242 punten, 102 punten meer dan de tweede coureur in de eindstand.
In 1996 maakte hij de overstap naar het Champ Car kampioenschap en reed daar eveneens voor Forsythe Racing. Hij werd tweede in de race op de Nazareth Speedway en derde in de races van Surfers Paradise en Cleveland. In 1997 won hij zijn eerste races in de Champ Car, de race op 1 juni op de Milwaukee Mile en een week later de race in het Belle Isle Park in Detroit. In 1998 won hij eveneens twee races (Rio de Janeiro en Michigan) en stond vier keer op poleposition. Hij werd dat jaar vijfde in de eindstand van het kampioenschap.
In 1999 won hij de eerste race van het seizoen op de Homestead-Miami Speedway. De rest van het seizoen won hij geen races meer, hij werd tweede in Milwaukee en derde in Detroit. Tijdens de laatste race van het seizoen op de California Speedway had hij een zwaar ongeluk. Hij werd met een helikopter naar het ziekenhuis gebracht maar toen de race nog bezig was kwam het bericht dat hij overleden was. Zijn teamgenoot Patrick Carpentier staakte de race en de geplande festiviteiten voor Juan Pablo Montoya, die Champ Car kampioen werd die dag, werden afgelast. Moore had in 1999 een contract gesloten om in 2000 te gaan racen voor Penske Racing. Na zijn dood werd de Braziliaan Hélio Castroneves rijder bij het team.

### Resultaten
Champ Car resultaten (aantal gereden races, aantal maal in de top 5 van een race, eindpositie kampioenschap en punten)
| Jaar | Races | 1ste | 2de | 3de | 4de | 5de | Rang | Ptn |
| ---- | ----- | ---- | --- | --- | --- | --- | ---- | --- |
| 1996 | 16    | -    | 1   | 2   | 1   | 1   | 9    | 84  |
| 1997 | 17    | 2    | 3   | -   | 1   | 1   | 7    | 111 |
| 1998 | 19    | 2    | 2   | 2   | 1   | 1   | 5    | 141 |
| 1999 | 20    | 1    | 1   | 1   | 2   | -   | 10   | 97  |